# Kongoameisenpicker

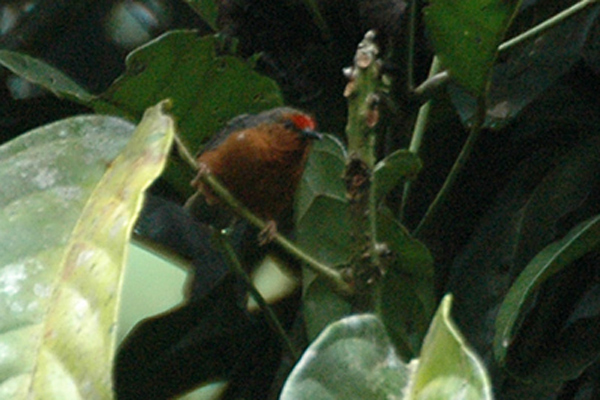
Männchen des Kongoameisenpickers

Der Kongoameisenpicker oder Jameson-Ameisenpicker  (Parmoptila jamesoni) ist eine Art aus der Familie der Prachtfinken. Er ist in der Demokratischen Republik Kongo und in einigen ihrer Nachbarstaaten beheimatet.

## Beschreibung
Der Kongoameisenpicker erreicht eine Körperlänge von elf Zentimetern und wiegt 9,5 Gramm.
Die Männchen des Kongoameisenpickers weisen ähnlich wie der Rotstirn-Ameisenpicker einen roten Fleck auf der Stirn auf. Das führte dazu, dass sie bis 2003 mit dem Rotstirn-Ameisenpicker in dieselbe Art gestellt wurden. Den Männchen des Kongoameisenpickers fehlen jedoch die hellen Tupfen auf Kopf und Nacken, die die Männchen des Rotstirn-Ameisenpickers auszeichnen. Außerdem ist die Grundfarbe an den Seiten des Kopfes rötlich wie ihre Brust und Körperunterseite.
Erst Ende des 20. Jahrhunderts wurden auch die Weibchen des Kongoameisenpickers beschrieben, die eine helle Körperunterseite aufweisen, die mit dunklen Streifen bedeckt ist. Dadurch unterscheiden sie sich von den Weibchen der anderen beiden Arten der Ameisenpicker, dem Rotstirn-Ameisenpicker und dem Woodhouse-Ameisenpicker, deren Unterseite gefleckt erscheint, weil die Federn an ihrer dunklen Begrenzung von einer hellen Stelle unterbrochen sind.

## Verbreitung
Der Kongoameisenpickers hat sein Hauptverbreitungsgebiet im Norden der Demokratischen Republik Kongo, dem früheren Zaire. Östliche Ausläufer des Vorkommens erreichen den Zentralafrikanischen Graben im westlichen Uganda und das Naturschutzgebiet Minziro Forest Reserve im  äußersten Nordwesten Tansanias.
Im Westen schließt das Verbreitungsgebiet des Kongoameisenpickers an jenes des Woodhouse-Ameisenpickers an. Sympatrische Vorkommen sind jedoch nicht bekannt, diese könnten nur im Grenzgebiet der Verbreitungszonen in der Zentralafrikanischen Republik und in der Demokratischen Republik Kongo zu finden sein.

## Lebensraum und Lebensweise
Der Kongoameisenpicker bewohnt hauptsächlich Niederungswälder, dichte und ältere Sekundärwälder, Sumpfwälder und Galeriewälder in der Nähe von Gewässern. Er hält sich primär im Unterwuchs auf.
Kongoameisenpicker kommen einzeln, in Paaren oder in kleinen Familienverbänden vor. Sie sind sehr scheue und unauffällige Vögel, die im Dickicht oft übersehen werden. Die Nester sind rund dreißig Zentimeter breite Anhäufungen aus Gras und Laub, die in den Zweigen der Bäume gebaut werden. Das Nestinnere ist mit Pflanzenfasern ausgelegt. Das Gelege besteht aus drei bis vier weißschaligen Eiern.
Hauptnahrung der Kongoameisenpicker sind wie bei den anderen Ameisenpicker-Arten baumlebende Ameisen und andere kleine Insekten. Äste, Blätter und Rinden der Bäume werden von den Ameisenpickern systematisch nach Insekten abgesucht.

## Forschungsgeschichte und Taxonomie
Der Kongoameisenpicker (Parmoptila jamesoni), dessen Typusexemplar aus dem ehemaligen Belgisch-Kongo stammt, wurde im Jahr 1890 bei der Erstbeschreibung durch Shelley, wie zuvor der Rotstirn-Ameisenpicker, in die Gattung Pholidornis eingereiht. Das Artepitheton wurde nach dem britischen Afrikaforscher James Sligo Jameson (1856–1888) gewählt, der sich Stanleys Expedition zur Kolonialisierung des Kongo angeschlossen hatte. Jameson war in Jambuja am Aruwimi, einem Nebenfluss des Kongo, stationiert, wo er eine kleine Sammlung von Vögeln und Insekten anlegte. Ein Teil der Sammlung, die auch ein Männchen des Kongoameisenpickers enthielt, gelangte nach London ins Natural History Museum, wo Shelley die Begutachtung der Vögel übernahm. Diesem fiel die Ähnlichkeit des Vogels aus Jambuja mit dem Rotstirn-Ameisenpicker, der im Jahr 1872 von Sharpe und Ussher beschrieben worden war, sofort auf und er verglich die neue Art mit dessen Typusexemplar. Das Fehlen der hellgrauen Flecken im Nacken des Männchens und die rötliche Färbung des Halses hinauf zu beiden Seiten des Kopfes bewogen ihn, den Vogel aus dem Kongo als eigene Art anzusehen.
In der zweiten Hälfte des 20. Jahrhunderts wurde der Kongoameisenpicker jedoch von den Autoren der Bücher über die Vogelwelt Afrikas fast ausschließlich in eine einzige Art zusammen mit dem Rotstirn-Ameisenpicker gestellt, die mit dem wissenschaftlichen Namen oft als Parmoptila jamesoni bezeichnet wurde, obwohl der ältere Name Parmoptila rubrifrons Priorität gehabt hätte. Die Verwirrung um die Namensgebung wurde erst ab dem Jahr 2003 geringer, als der Ornithologe und Illustrator Martin Woodcock verschiedene Museumsexemplare morphologisch neuerlich untersuchte und die Unterschiede im Federkleid der drei Ameisenpicker-Arten wissenschaftlich bewertete.

## Gefährdung
Seit der Kongoameisenpicker als eigene Art in seinem Verbreitungsgebiet angesehen wird, konnte sein Status von der IUCN als „nicht gefährdet“ (least concern) eingestuft werden. Solange der Kongoameisenpicker noch undifferenziert mit dem westafrikanischen Rotstirn-Ameisenpicker in dieselbe Art gestellt worden war, übertrug sich das Gefährdungspotenzial, das von den Abholzungen im Habitat des Rotstirn-Ameisenpickers ausgeht, auch auf den Kongoameisenpicker.